# Edward B. Lewis
Edward B. Lewis (Wilkes-Barre, Pennsylvania, 1918. május 20. – Pasadena, Kalifornia, 2004. július 21.) amerikai genetikus. 1995-ben Christiane Nüsslein-Volharddal és Eric F. Wieschaus-zal közösen elnyerte az orvostudományi Nobel-díjat a "korai embrionális fejlődés genetikai kontrolljában elért felfedezéseiért".

## Tanulmányai
Edward B. Lewis a pennsylvaniai Wilkes-Barre városában született 1918. május 20-án, Edward Butts Lewis órás és ékszerész és Mary Lewis (lánykori nevén Histed) második fiaként. Szülei szándéka szerint az ő középső neve is Butts lett volna, akárcsak apjáé, de a születési anyakönyvi kivonatba rövidítve írták be, így hivatalos középső neve B. lett. A nagy gazdasági válságban apja ékszerboltja tönkrement, a gyerekek iskoláztatását nagyapjuk testvére, Thomas Wyllie, a Pittston Stove Company elnöke fizette. Edward a középiskola befejezése után egy évet ennél a cégnél dolgozott, hogy pénzt gyűjtsön a főiskolára. Zenei ösztöndíjjal (fuvolán játszott) bekerült a Bucknell College-be, ahol érdeklődése főleg a genetika és biostatisztika felé vonzotta. 1937-től a Minnesotai Egyetemen tanult tovább, ahol amellett hogy az egyetem zenekarában fuvolázott, bekapcsolódott a Drosophilák genetikai kutatásába. 1939-ben B.A. fokozatot szerzett és a California Institute of Technology-n folytatta tanulmányait, a neves muslica-genetikus, Alfred Sturtevant pártfogásával. 1942-ben megszerezte doktori címét, majd az amerikai hadsereg támogatásával gyorsított képzéssel meteorológusi képesítést is szerzett a Caltechen. A második világháborúban a légierő meteorológusaként előbb Hawaiin, majd Okinaván szolgált.    

## Tudományos munkássága
1946-ban a biológia szak előadójaként visszatért a Caltechre és folytatta genetikai kutatásait. 1956-ban professzorrá nevezték ki. Kifejlesztette a cisz-transz tesztet, amivel meg tudta állapítani, hogy egymáshoz közeli gének között történt-e rekombináció. Az 50-es években, az atomfegyverkísérletek korában a radioaktív sugárzás és csapadék mutagén és rákkeltő hatását tanulmányozta. Statisztikai eredményeivel bebizonyította, hogy a kísérletek rákkeltő hatása, az amerikai kormány állításával szemben, nem elhanyagolható. Felfedezte a bithorax és más, az embrionális fejlődést szabályozó géneket, a melyek hatására négyszárnyú és nyolclábú legyek fejlődtek ki a lárvákból. A 60-as években azonosította a Polycomb géneket, a "szabályozók szabályozóját". A 60-as évek közepétől csak keveset publikált, de 1978-ban a Nature-ben közölték az embriológiai fejlődés genetikai regulációjáról írt összefoglaló cikkét, amellyel genetikus körökben nagy figyelmet keltett. A 80-as években molekuláris biológiai módszerekkel kimutatta, hogy a testszerveződést szabályozó gének elhelyezkedése hasonló a rovarokban és az emlősökben.
1988-ban visszavonult az oktatástól, de professor emeritusként folytatta laboratóriumi kutatásait. 

## Elismerései
Edward B. Lewist, Christiane Nüsslein-Volhardot és Eric F. Wieschaust 1995-ben orvostudományi Nobel-díjjal tüntették ki az embrionális fejlődés genetikai szabályozását illető felfedezéseikért. Ezenkívül 1983-ban megkapta a Thomas Hunt Morgan Érmet, 1987-ben a Gairdner Alapítvány nemzetközi díját, 1989-ben a Wolf Alapítvány díját, 1990-ben a Nemzeti Tudományos Érmet, 1991-ben az Albert Lasker-díjat, 1992-ben pedig a Columbia Egyetem Horwitz-díját.

## Családja
Edward B. Lewis 1946-ban vette feleségül Pamela Harrah-t, a Stanfordon végzett technikus kolleganőjét. Felesége segítette munkájában, ő fedezte fel a Polycomb regulátorgént 1947-ben. Három fiuk született: Hugh (jogász), Glenn (1965-ben egy hegymászóbalesetben halt meg) és Keith Lewis (molekuláris biológus). Egy diák levélben megkérdezte Lewist, hogy mi volt a legnagyobb akadály, amit le kellett győznie, amire félig tréfásan azt válaszolta, hogy alacsony termete (162 cm-es volt).
Edward B. Lewis 2004. július 21-én halt meg Pasadenában 86 évesen, prosztatarák következtében.